# Cleorodes leukocyrnea
Cleorodes leukocyrnea är en fjärilsart som beskrevs av Karl Schawerda 1929. Cleorodes leukocyrnea ingår i släktet Cleorodes och familjen mätare. Inga underarter finns listade i Catalogue of Life.